# Sylvain Maillols
Sylvain Maillols (?, 16 de desembre del 1901 - ?, 20 de gener del 1988) va ser un polític rossellonès, alcalde de Corbera durant cinc dècades i, breument, senador.

## Biografia
Presidí l'ajuntament de Corbera del 1931 al 1944 i, novament, del 1945 al 1983.
Del 1958 al 1976 va ser Conseller general pel cantó de Millars. Esdevingué senador el 20 de febrer del 1981, quan reemplaçà el difunt Gaston Pams, i ocupà el lloc fins al 2 d'octubre de l'any següent. No es presentà a les eleccions que hi hagué aleshores.